# 職業訓練受講給付金
職業訓練受講給付金（しょくぎょうくんれんじゅこうきゅうふきん）とは厚生労働省が行っている政策の一つ。現在は失業しており、就職するための職業訓練を受講する者に対して毎月に金銭を給付する制度。

## 概要
この制度を利用すれば職業訓練を受講している期間中に、働いていないにもかかわらず毎月10万円が支給されるが、これの利用のためには本人の収入や世帯全体の収入や財産が一定基準を満たしていないなどの条件がある。また、この制度は仕事に就くために職業訓練を受ける者を支援する制度であるため、一度訓練を欠席しただけで給付が受けられなくなったり、多く欠席した場合には職業訓練の初日にさかのぼって給付された金銭の返還が求められたりするなど規則が厳しくなっている。